# Lezhë
Lezhë (či Lezha, Leža, zastarale i Lesh, italsky Alessia, turecky Leş) je krajské město v severní Albánii, 30 km jižně od Skadaru, 50 km severně od metropole Tirany a 3 km východně od jaderského pobřeží. V samotném městě žije přibližně 16 tisíc obyvatel, včetně připojených okolních sídel (mj. přístav Shëngjin) asi 66 tisíc. Prochází tudy páteřní silnice i železnice na trase Tirana/Drač–Skadar, nedaleko jižně odsud odbočuje dálnice A1 směr Kukës a Kosovo. Městem protéká jižní rameno řeky Drin krátce přes svým ústím do Jaderského moře. Město je střediskem stejnojmenného okresu i kraje.

## Historie

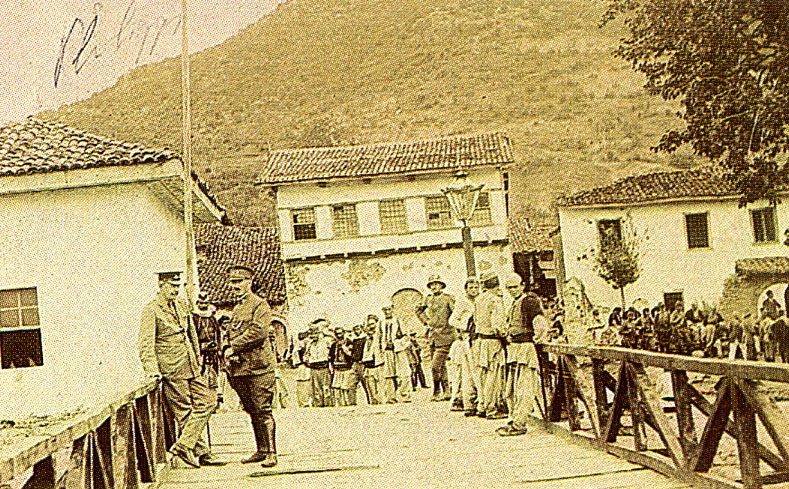
Město v roce 1914.

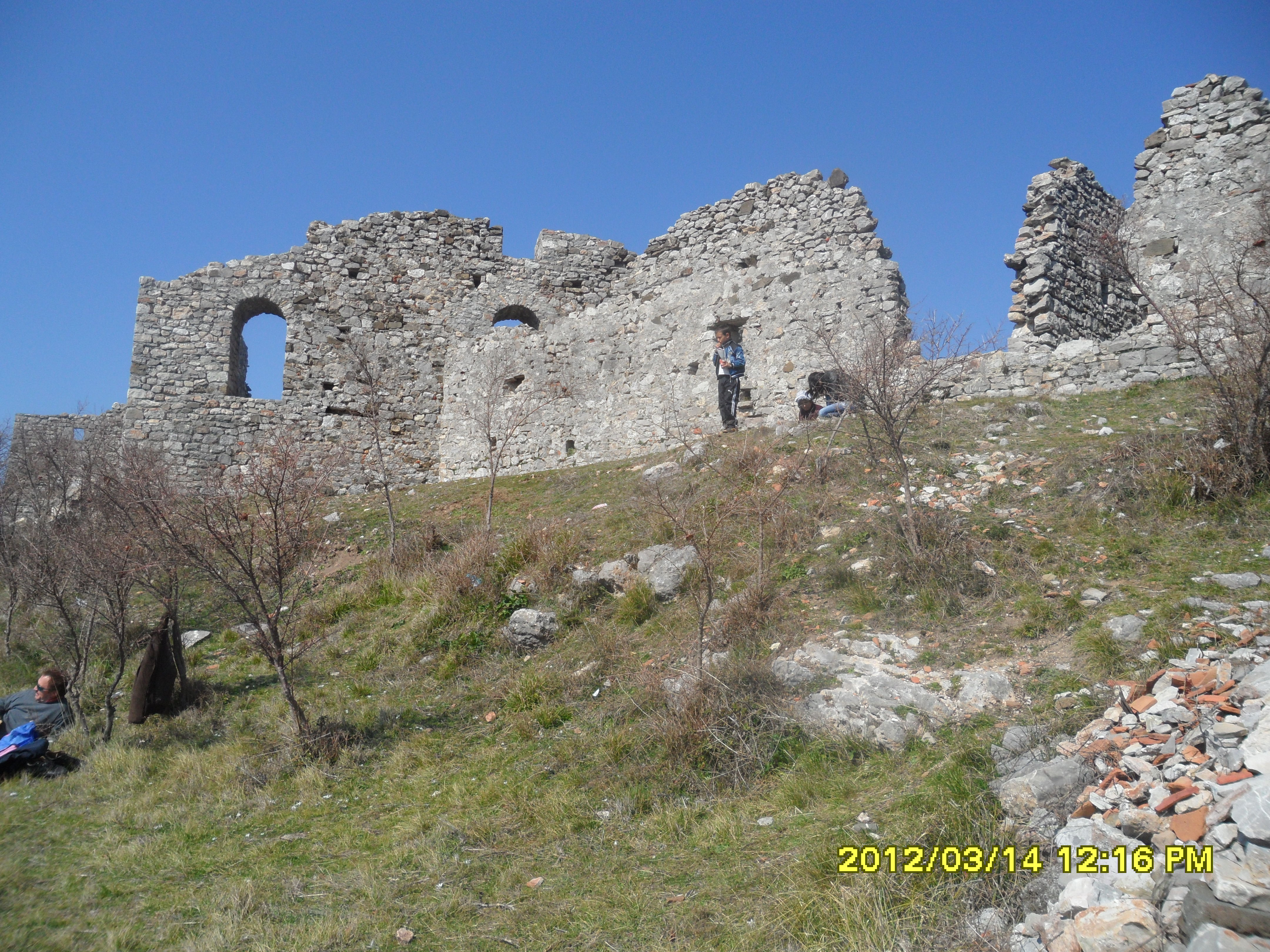
Zdivo na místním hradu.

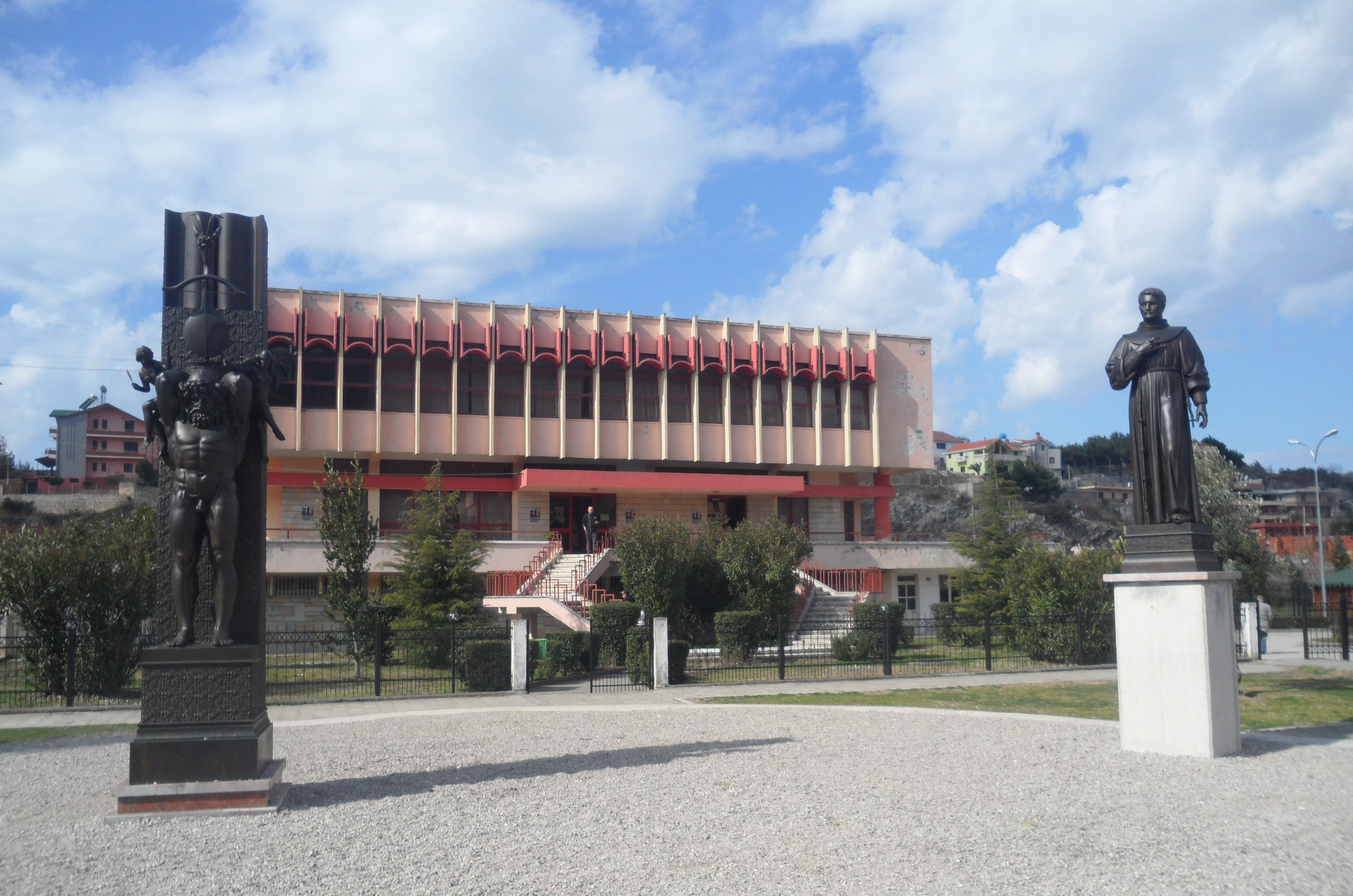
Místní knihovna.

Jedno z nejstarších albánských měst vzniklo v strategickém místě úzkého údolí řeky Drim, která odděluje vrchol Tyrbja (na východní straně) od pohoří Mali Shëngjinit. Údolí řeky, kudy byly vedeny všechny obchodní stezky z centrální části dnešní Albánie dále na sever bylo ideálním místem pro založení osady. Proto první osídlení v místě dnešního města Lezhë vzniklo již v 8. století př. n. l. Nejstarší části zdiva v hradu, který se nachází na vrcholu východně od centra města, jsou původem ze století šestého př. n. l. V čtvrtém století př. n. l. byla v místě dnešního města založena kolonie Lissos (řecky Λισσός), která měla chránit obchodní cesty vedené podél pobřeží Jaderského moře. Její vznik inicioval Dionýsos I. Původní kolonii později obsadily ilyrské kmeny, v roce 211 př. n. l. se vzdala králi Filipu V. Makedonskému. Pod makedonskou i ilyrskou nadvládou (které se zde často střídaly) si město uchovalo jistou míru autonomie. Razilo také vlastní mince. 
V roce 168 př. n. l. se stalo římským městem. Během římské občanské války jej osadil Marcus Antonius, později bylo loajální Caesarovi. Administrativně bylo tehdy součástí římské provincie Epirus Nova a na římských mapách bylo známé pod názvem Lissus. Mezi 3. až 5. stoletím n. l. zde sídlilo biskupství.
Po roce 395 bylo součástí východořímské, resp. Byzantské říše.
V roce 1386 se město dostalo pod kontrolu Benátské republiky. Díky tomu si město vybral pro jednání o spojenectví proti Osmanům vojevůdce Skanderbeg, který se zde v roce 1444 pokusil sestavit koalici protitureckých sil. Do ní měli být zapojeni všechny vlivné albánské rody, odlehlejší ale bojovné obyvatelstvo z hor a mělo rovněž využít probíhajících uherských střetů s Osmany. V benátských rukách město zůstalo až do roku 1478, kdy jej získali postupující Turci. Rozhodujícím krokem bylo obléhání a pád Skadaru. Ještě na krátkou dobu (1501 až 1506) mělo drželi opět Benátčané. Italský název pro město zněl Alessio. Poté se vrátila Turkům. Ti hned poté nechali přestavět místní pevnost.
Až do roku 1912 bylo Lezhë součástí Osmanské říše. Administrativně bylo součástí Skadarského sandžaku a bylo centrem vlastní náchie. Zatímco v 15. a 16. století představovalo v rámci osmanského impéria významnou zastávku na obchodních trasách z Kosova, později bylo zasaženo krizemi tureckého mocnářství a stejně jako nedaleký Skadar zažilo dlouhodobou éru stagnace a úpadku.
V roce 1706 zde byl otevřen konzulát Benátské republiky.
V druhé polovině 18. století zde docházelo k bojům mezi nesvářenými místními správci. V roce 1768 na něj poprvé zaútočil Mehmet Pasha Bushatlliu, ale neúspěšně. Obsadil jej až v roce 1770. K dalším střetům s tureckou armádou docházelo pak ještě v 90. letech 18. století. 
Během první balkánské války obsadily Lezhë části Drinské II. divize a Šumadijsko-albánského oddílu Srbské armády. V roce 1915 přes Lezhë přecházeli srbští vojáci směrem na ostrov Korfu po drtivé porážce od vojsk centrálních mocností v Srbsku.
V roce 1930 žilo v Lezhi dle údajů z dobového sčítání lidu pouhých 1637 obyvatel.
Po druhé světové válce byla do města zavedena železnice a zahájena industrializace.
Roku 1979 město zpustošilo silné zemětřesení, které zničilo především nejstarší domy v centru Lezhë. V současné době je rostoucím městem, které těží z přítomnosti hlavních dopravních tahů na území Albánie, stejně jako blízkého přístavu Shëngjin. Díky tomu zde dochází k rozvoji obchodu, především od 90. let 20. století. Vzhledem k urbanizaci země dochází od té doby k nárůstu počtu obyvatelstva a rozvoji města o novou zástavbu dále od původního centra.

## Zajímavosti
Ve městě se nachází mauzoleum albánského národního hrdiny Skanderbega, který zde v 60. letech 15. století zemřel. To se nachází nad rozvalinami kostela svatého Mikuláše. Mezi další místní pamětihodnosti patří také Mešita Selimije.
Pevnost nad městem získala svojí současnou podobu v letech 1515 až 1521, kdy ji rozšířili a zmodernizovali Turci. Archeologický průzkum pevnosti byl proveden v roce 1966 a odhalil pozůstatky mešity z původní doby. Další průzkum byl proveden ve spolupráci s odborníky z Rakouska v roce 2004. 
Západně od města se nachází přírodní rezervace Kunë Vain Tale, která zahrnuje ústí řeky Drim do moře, pobřežní laguny a mokřady. 

## Obyvatelstvo
V roce 2011 žilo v Lezhë 15 510 obyvatel. Jsou albánské národnosti, původem z regionů Zadrima, Mirdita a Malësia ze severozápadní Albánie. Obyvatelstvo je především katolického vyznání (cca 3/4), zbytek jsou muslimové. 

## Doprava
Veřejnou dopravu do města a z města zajišťuje především autobusová doprava.
Místní železniční nádraží na hlavní trati se nachází nedaleko od centra města.
Hlavní silniční tah, který prochází městem ve směru sever-jih je silnice E762 (č. SH1), která spojuje metropoli země Tiranu se Skadarem. K přístavu Shëngjin vede silnice SH32.

## Známí rodáci
- Skanderbeg, albánský národní hrdina
- Anton Kryezezi biskup Lezhë
- Lekë Dukagjini princ
- Gjergj Fishta[3], katolický kněz
- Ndoc Gjetja, básník
- Henri Ndreka, fotbalista
- Robert Grizha, fotbalista